# NGC 206
NGC 206は、アンドロメダ座の方向にあるアソシエーションである。地球からアンドロメダ銀河の中に見える、最も明るい星団として知られる。

## 特徴
NGC 206は、アンドロメダ銀河内で最も明るく見えるだけでなく、局所銀河群の中で最も大きくて明るい星形成領域の一つとみられる。NGC 206に含まれる恒星の数は非常に多く、Vバンドの絶対等級が-4等級かそれ以上に明るい星だけで180以上あるが、密度は近傍銀河の他の巨大星形成領域と比べるとかなり低く、まばらにしか星が誕生していないと考えられる。ハッブルはNGC 206を星団に分類したが、天体の大きさからして現在はOB型アソシエーションに位置付けられる。
アンドロメダ銀河の中心から約8.8kpc離れた、渦状腕の中の水素原子の少ない領域に位置しており、Hα輝線も星形成領域にしてはとても弱いことがわかっている。アソシエーション自体は、2つの領域に分けることができると考えられる。年齢がおよそ1,000万年でHII領域を伴っている領域と、年齢が4,000万から5,000万年でケフェイド変光星を含んでいる領域の2つで、星間塵帯に隔てられていて、それぞれの領域が、何百というO型星・B型星を含んでいる。ハーシェル宇宙望遠鏡の観測により、アソシエーションに含まれる分子雲は、質量が太陽の72万倍、温度が18Kと見積もられている。